# Fairchild F-27

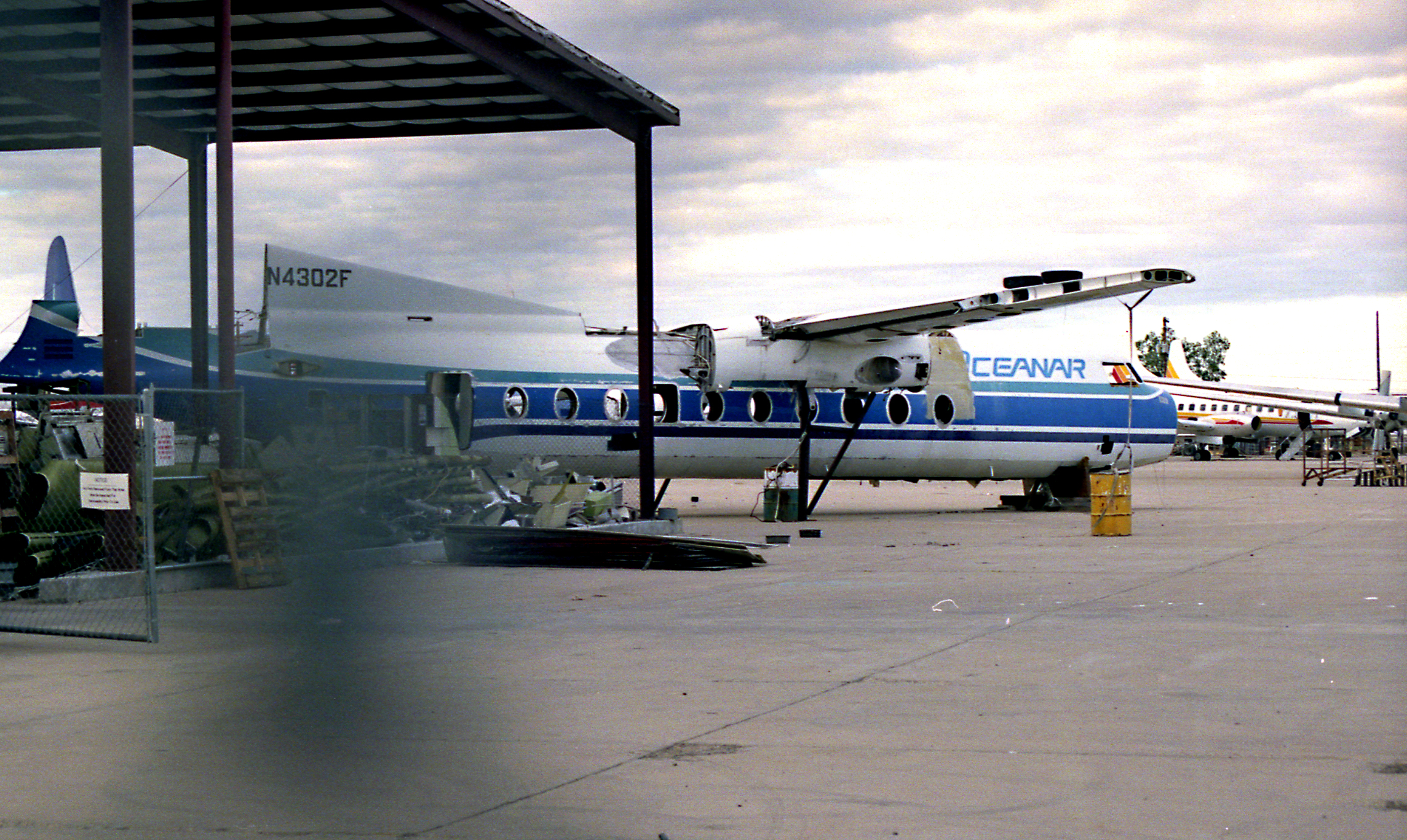
Rest einer Fairchild F-27

Die Fairchild F-27 ist ein von 1958 bis 1969 gebautes Verkehrsflugzeug des US-amerikanischen Herstellers Fairchild. Es handelt sich dabei um eine im Wesentlichen baugleiche Lizenzfertigung der F27 Friendship von Fokker für den nordamerikanischen Markt. Die eigenständig entwickelte Variante Fairchild Hiller FH-227 besitzt einen verlängerten Rumpf.

## Fairchild F-27
Um den Bedarf amerikanischer Regionalfluggesellschaften nach einem wirtschaftlichen Propellerturbinenflugzeug zu decken, sah Fokker sich dort nach einem geeigneten Partner für den Bau und den Vertrieb der Fokker F-27 Friendship um. Fokker und Fairchild unterzeichneten im April 1956 ein Abkommen, durch welches das amerikanische Unternehmen ermächtigt wurde, die Friendship in Lizenz zu fertigen. Außerdem wurde Fairchild mit dem Generalvertrieb für den amerikanischen Kontinent betraut. Die erste in den USA hergestellte Maschine (N1027) startete am 12. April 1958 in Hagerstown (Maryland) zu ihrem Jungfernflug, gefolgt vom ersten Serienflugzeug (ebenfalls N1027) am 23. Mai 1958. Zwischenzeitlich, am 9. Mai 1958, wurde der geparkte Prototyp (C/N 01) nach einem Testflug zerstört, als das Fahrwerk wegen einer Druckluftleckage zusammenbrach. Die erste Serienversion, die 44 Passagiere befördern konnte, trug die Bezeichnung Fairchild F-27. Die amerikanische Musterzulassung wurde am 16. Juli 1958 erteilt, und West Coast Airlines begann mit dem Muster am 21. September 1958 den Linienflugbetrieb. Weitere Erstkunden waren Northern Consolidated Airlines, Quebecair und Piedmont Airlines, wobei letztere ab Oktober 1958 stufenweise ihre veralteten, kolbenmotorgetriebenen Martin 4-0-4 durch die F-27 ersetzte.
Nachfolgemodell der F-27-Grundversion wurde die F-27A, welche baugleich mit der F-27 Mk.200 war. Die mit Frachttor und Roller-Floor ausgerüstete F-27B wurde auch als Cargonaut bezeichnet und entsprach der F-27 Mk.300. Fairchild schloss die Friendship-Fertigungsstraße im Jahre 1960, nachdem die erste Nachfrage der Luftverkehrsgesellschaften befriedigt war. Sie wurde aber schon 1961 wiedereröffnet, um zunächst die F-27F als Geschäftsreiseflugzeug herzustellen. Dieses Muster, dessen Zulassung am 24. Februar 1961 erfolgte, wurde von leistungsstärkeren Dart 529-FE von 1610 kW angetrieben. An einer 1963 geplanten Frachtversion mit der Bezeichnung F-27G zeigten die amerikanischen Fluggesellschaften kein besonderes Interesse. Die am 3. August 1965 für den Luftverkehr zugelassene F-27J war wieder ein reines Passagierflugzeug, das mit Dart 532-7 Propellerturbinen ausgerüstet war. Bei dem Nachfolgemodell F-27M, Erstzulassung am 12. Juni 1969, handelt es sich um eine verbesserte Ausführung der F-27J mit leistungsstärkeren Dart 532-7N und Luftschrauben größeren Durchmessers für den Betrieb von heißen und hochgelegenen Flugplätzen. Insgesamt zehn F-27J wurden ab Oktober 1965 an Allegheny Airlines geliefert, die beiden einzigen – schon 1968 fertiggestellten F-27M – erhielt Lloyd Aéreo Boliviano im August und Oktober 1969. Mit diesen Maschinen fand die Produktion der F-27 bei Fairchild nach dem Bau von 128 Exemplaren ihren Abschluss.
Die Modelle F-27, F-27A und F-27B konnten 40 bis 44 Passagiere befördern und die Fluggastkapazität konnte bei den Nachfolgemodellen F-27J und F-27M auf 48 bis 52 Passagiere gesteigert werden.

## Fairchild-Hiller FH-227
Im Jahre 1964 übernahm Fairchild den Flugzeughersteller Hiller Aircraft Company und firmierte nunmehr als Fairchild-Hiller. Zu diesem Zeitpunkt hegte man bereits Überlegungen zur Streckung der F-27, um dieses Muster für den US-Markt attraktiver zu machen. Aufgrund der positiven Resonanz entwickelte das Unternehmen nahezu zwei Jahre vor Fokker eine der F-27A gegenüber um 1,83 m verlängerte Version unter der Bezeichnung FH-227. Der erste von zwei Prototypen nahm bei Fairchild am 2. Februar 1966 die Flugerprobung auf. Die ersten zehn FH-227 erhielt Mohawk Airlines, die diese später gegen die gleiche Anzahl FH-227B mit verstärkter Struktur und höherem Startgewicht austauschte. In der Standardausführung konnten 52, bei enger Bestuhlung bis zu 56 Passagiere befördert werden. Die Reichweite mit maximaler Nutzlast lag bei 1055 km. Einige Maschinen des Grundmodells FH-227 wurden zu FH-227C umgebaut, die wesentliche Merkmale der FH-227B beibehielten. Bei der FH-227E kamen leistungsstärkere Triebwerke vom Typ Dart 532-7L zum Einbau. Die auf denselben Triebwerkstyp umgerüstete FH-227B erhielten die neue Bezeichnung FH-227D. Die 1967 projektierte FH-227A sollte einen nochmals um 0,91 m gestreckten Rumpf aufweisen und durch Dart-542-Triebwerke angetrieben werden, doch diese Version wurde nicht gebaut. Die Produktion der FH-227 endete am 3. Dezember 1968 mit der Fertigstellung von 79 Flugzeugen.
Bekanntheit erlangte dieser Flugzeugtyp durch den Absturz des Fuerza-Aérea-Uruguaya-Fluges 571, auch bekannt als „Wunder der Anden“.

## Zwischenfälle

### Fairchild F-27
- Am 8. März 1962 wurde eine Fairchild F-27 der Türk Hava Yollari – THY (Luftfahrzeugkennzeichen TC-KOP) im Anflug auf den Flughafen Adana (Türkei) in das Taurusgebirge geflogen. Durch diesen CFIT (Controlled flight into terrain) infolge von Pilotenfehlern wurden alle 11 Insassen getötet.[2]

- Am 7. Mai 1964 tötete ein Passagier an Bord einer Fairchild F-27 der Pacific Air Lines (N2770R) die Piloten und brachte die Maschine bei San Ramon (Kalifornien) vorsätzlich zum Absturz. Alle 44 Personen an Bord kamen ums Leben (siehe auch Pacific-Air-Lines-Flug 773).[3]

- Am 15. November 1964 wurde eine Fairchild F-27A der Bonanza Air Lines (N745L) etwa 15 km nördlich von Las Vegas in einen Berg geflogen. Bei diesem CFIT (Controlled flight into terrain) wurden alle 29 Insassen, 3 Besatzungsmitglieder und 26 Passagiere, getötet. Von Phoenix kommend, streifte das Flugzeug während eine Schneesturmes eine Bergspitze, weniger als 5 Minuten vom Zielflugplatz entfernt.[4]

- Am 16. April 1965 fuhren auf einem Trainingsflug mit einer Fairchild F-27F der Bonanza Air Lines (N757L) auf dem Flughafen Las Vegas die Landeklappen auf Grund eines technischen Defekts asymmetrisch ein. Beim Abheben drehte das Flugzeug nach links, machte einen Ringelpiez und wurde irreparabel beschädigt. Die beiden Piloten, einzige Insassen, überlebten den Unfall verletzt.[5]

- Am 16. Dezember 1971 wurde eine Fairchild F-27M der Lloyd Aéreo Boliviano (CP-862) auf dem Weg von Sucre nach La Paz entführt. Der Entführer forderte nach Chile geflogen zu werden. Die Forderung wurde nicht erfüllt – das Flugzeug wurde zum Flughafen Cochabamba (Bolivien) umgeleitet. Dort wurde die Maschine gestürmt und der Entführer verhaftet. Bei der Stürmung kamen zwei Insassen, ein Crewmitglied und ein Passagier, ums Leben.[6]

- Am 18. August 1972 landete eine Fairchild F-27 der Türk Hava Yollari – THY (TC-KOC) auf dem Flughafen Istanbul-Yeşilköy (Türkei) mit eingefahrenem Fahrwerk auf der Landebahn 06/24. Das Flugzeug wurde irreparabel beschädigt. Alle 40 Insassen, Besatzungsmitglieder und Passagiere, überlebten den Unfall.[7]

- Am 5. Juli 1979 wurde eine Fairchild F-27A der französischen Touraine Air Transport (TAT) (F-GBRS) auf dem Flughafen Paris-Orly irreparabel beschädigt. Alle 18 Insassen überlebten den Totalschaden.[8]

- Am 3. März 1978 wurde eine Fairchild F-27F der  US-amerikanischen Hughes Airwest, betrieben für Saudi Arabian Airlines (N747L), auf dem Flughafen Dschidda (Saudi-Arabien) irreparabel beschädigt, als das Fahrwerk zusammenbrach. Alle Insassen überlebten.[9]

- Am 29. März 1979 stürzte eine mit 21 Passagieren und drei Besatzungsmitgliedern besetzte Fairchild F-27 der Quebecair (CF-QBL) infolge einer Triebwerksexplosion kurz nach dem Start in Québec ab. Die Besatzung und 14 Fluggäste kamen bei dem Absturz ums Leben (siehe auch Quebecair-Flug 255).[10]

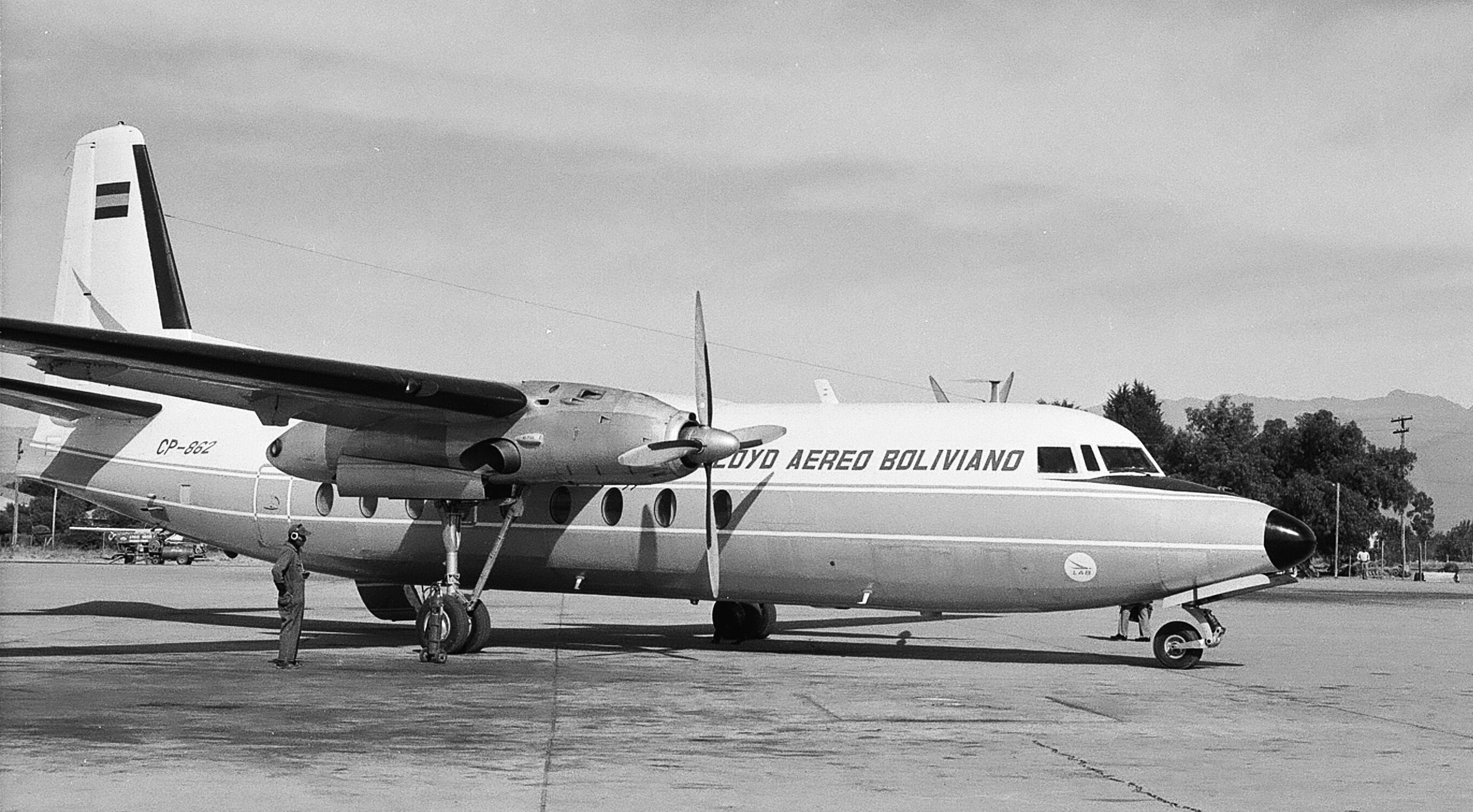
Die 1984 verunglückte Fairchild F-27 CP-862 der Lloyd Aéreo Boliviano, Cochabamba 1975

- Am 2. Juni 1980 kollidierte eine Fairchild F-27J der Lloyd Aéreo Boliviano (CP-1117) im Landeanflug auf den Flughafen von Yacuiba mit der Serranía Tapecua. Alle 13 Insassen starben.[11]

- Am 9. Dezember 1982 stürzte eine Fairchild F-27 der Aeronor Chile (CC-CJE) zwei Kilometer vor der Landebahn am Flughafen La Florida (Chile) ab. Nach einem Triebwerksschaden war es zu einem Strömungsabriss gekommen. Alle 46 Personen an Bord starben (42 Passagiere und 4 Besatzungsmitglieder).[12]

- Am 16. März 1984 stürzte eine Fairchild F-27M der Lloyd Aéreo Boliviano (CP-862) in den Dschungel. Das Flugzeug befand sich auf dem Weg von Trinidad nach San Borja. Alle 23 Insassen starben.[13]

### Fairchild FH-227
- Am 25. Oktober 1968 unterschritt die Besatzung einer Fairchild FH-227 der Northeast Airlines (Vereinigte Staaten) (N380NE) im Anflug auf Lebanon (New Hampshire) die Sicherheitsflughöhe und flog gegen einen Berg. Bei dem Unfall verstarben 32 der 42 Insassen.[14]

- Am 19. November 1969 unterschritten die Piloten einer Fairchild FH-227 der Mohawk Airlines im Anflug auf den Floyd Bennett Memorial Airport im Warren County (New York) die Sicherheitsflughöhe. Die Maschine schlug östlich vom Lake George am Berg Pilot Knob Mountain auf. Alle 14 Insassen kamen ums Leben.[15]

- Am 14. März 1970 stürzte eine Fairchild-Hiller FH-227B der brasilianischen Paraense Transportes Aéreos (PP-BUF) bei heftigem Regen im Queranflug auf die Landebahn 06 am Flughafen Belém (Brasilien) 800 Meter vor der Bahn in die Guajará Bay. Von den 40 Insassen kamen 38 ums Leben, der Kapitän und drei weitere Besatzungsmitglieder sowie 34 der 35 Passagiere.[16][17]

- Am 3. März 1972 meldete die Besatzung einer Fairchild-Hiller FH-227 der Mohawk Airlines (N7818M) während des Anflugs auf den Albany International Airport ein Problem mit der Blattstellung (Pitch) des linken Verstellpropellers. Ebenso gelang es ihnen nicht, den Propeller in die Segelstellung zu bringen. Die Maschine kollidierte rund sechs Kilometer vor der Landebahnschwelle mit einem Gebäude. Von den 48 Insassen verloren 16 das Leben, zudem wurde eine Person am Boden getötet (siehe auch Mohawk-Airlines-Flug 405).[18]

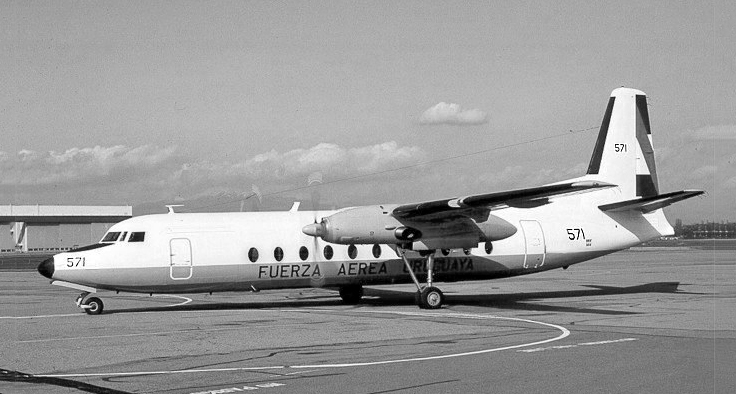
Eine der FH-227B, die für die Dreharbeiten des Films "Alive" (1993) optisch der 1972 in den Anden abgestürzten FH-227D angepasst wurden.

- Am 13. Oktober 1972 wurde eine militärische Fairchild FH-227D der Fuerza Aérea Uruguaya, die einen VIP-Flug mit einer Rugby-Mannschaft aus Uruguay flog, der von Montevideo nach Santiago de Chile führen sollte, in den argentinischen Anden an der Grenze zu Chile aufgrund von Navigationsproblemen gegen einen Berg geflogen. Die Maschine und ihre 45 Insassen galten als vermisst, bis es zwei Überlebenden gelungen war, nach insgesamt 72 Tagen Hilfe zu holen und einen Militärhubschrauber zu der Absturzstelle zu führen, um die 14 zurückgebliebenen Überlebenden zu retten. Die Überlebenden sahen sich gezwungen, sich bei der extremen Kälte von dem durch Schnee und Eis konservierten Fleisch der Körper der beim Absturz getöteten Passagiere zu ernähren (siehe auch Fuerza-Aérea-Uruguaya-Flug 571).

- Am 4. März 1988 fiel in einer Fairchild FH-227B der französischen Transport Aérien Transrégional (TAT) (F-GCPS) im Anflug auf den Flughafen Paris-Orly das gesamte elektrische System aus. Die Maschine befand sich ohne Außensicht in Wolken; der Autopilot schaltete sich aus und die Piloten hatten keinerlei Anzeige mehr über die Fluglage, da es in diesem Flugzeugtyp keinen vom Stromnetz unabhängigen künstlichen Horizont gab. Dies führte zu einem Kontrollverlust, durch den die Maschine sehr steil zu Boden stürzte und 1,6 Kilometer östlich von Machault (Seine-et-Marne) aufschlug.  Dabei kamen alle 23 Insassen ums Leben, zwei Piloten, ein Flugbegleiter und 20 Passagiere (siehe auch TAT-European-Airlines-Flug 230).[19]

- Am 6. Juni 1990 wurde eine Fairchild FH-227B der brasilianischen Fluggesellschaft Transportes Aéreos Regionais da Bacia Amazônica (TABA) (PT-ICA), die auf dem Flughafen Belém gestartet war, kurz vor der Landung auf dem Flughafen Altamira ins Gelände geflogen. Bei diesem CFIT (Controlled flight into terrain) wurden 22 von 42 Personen an Bord getötet, zwei Besatzungsmitglieder und 20 Passagiere. Es stellte sich heraus, dass der Kapitän mit nur 4½ Stunden Schlaf in der Nacht vor dem Flug übernächtigt war, weil er seine eigentliche Ruhezeit genutzt hatte, um Arbeiten in seiner Wohnung durchzuführen (siehe TABA-Flug 800).[20]

- Am 23. März 1991 fing eine Fairchild FH-227B der französischen Transport Aérien Transrégional (TAT) (F-GCPZ) auf dem Flughafen Dinard-Pleurtuit (Département Ille-et-Vilaine) Feuer und brannte aus. Menschen kamen nicht zu Schaden.[21]

- Am 25. Januar 1993 geriet eine Fairchild Hiller FH-227 der Transportes Aéreos Regionais da Bacia Amazônica (TABA) (PT-LCS) auf einem Frachtflug von Belém zum Flughafen Altamira außer Kontrolle und stürzte während des nächtlichen Landeanflugs in den Dschungel bei Altamira. Alle drei Besatzungsmitglieder, die einzigen Insassen, kamen ums Leben.[22]

- Am 28. November 1995 stürzte eine  Fairchild FH-227B der Transportes Aéreos Regionais da Bacia Amazônica (TABA) mit dem Luftfahrzeugkennzeichen PP-BUJ beim zweiten Anflug auf den Flughafen Santarém ab. Ein Passagier (ein ehemaliger TABA-Mitarbeiter) hatte auf dem Copilotensitz gesessen. Beide Crew-Mitglieder und dieser Passagier starben, ein Passagier überlebte.[23]

- Am 17. Januar 2002 wurde eine Fairchild FH-227E der ecuadorianischen Petroproduccion - Unidad de Aviacion (HC-AYM)  im Nebel in den Berg Cerro El Tigre in Kolumbien geflogen. Durch diesem CFIT (Controlled flight into terrain) wurden alle 26 Insassen, davon 5 Besatzungsmitglieder getötet.[24]

## Technische Daten
| Kenngröße             | Daten                                                 |
| --------------------- | ----------------------------------------------------- |
| Besatzung             | 2 + 2                                                 |
| Passagiere            | 52–56                                                 |
| Länge                 | 25,50 m                                               |
| Spannweite            | 29,00 m                                               |
| Höhe                  | 8,41 m                                                |
| max. Startmasse       | 20.639 kg                                             |
| Nutzlast              | 5.080 kg                                              |
| Antrieb               | 2 Rolls-Royce Dart 532-7L Propellerturbinen, 1.716 kW |
| Höchstgeschwindigkeit | 435 km/h                                              |
| Dienstgipfelhöhe      | 9.300 m                                               |
| Reichweite            | 2.660 km                                              |